# Australia Open 2008 (Badminton)
Die Australian Open 2008 im Badminton fanden vom 24. bis zum 27. Juli 2008 in Wendouree statt.

## Sieger und Platzierte
| Disziplin    | Gold                           | Silber                         | Bronze                           |
| ------------ | ------------------------------ | ------------------------------ | -------------------------------- |
| Herreneinzel | Lee Tsuen Seng                 | Sairul Amar Ayob               | Hsieh Yu-hsing                   |
| Herreneinzel | Lee Tsuen Seng                 | Sairul Amar Ayob               | Son Wan-ho                       |
| Dameneinzel  | Mizuki Fujii                   | Megumi Taruno                  | Ayane Kurihara                   |
| Dameneinzel  | Mizuki Fujii                   | Megumi Taruno                  | Masayo Nojirino                  |
| Herrendoppel | Choi Sang-won Kim Sa-rang      | Chien Yu-hsun Lin Yu-lang      | Noriyasu Hirata Takatoshi Kurose |
| Herrendoppel | Choi Sang-won Kim Sa-rang      | Chien Yu-hsun Lin Yu-lang      | Chen Hung-ling Hsieh Yu-hsing    |
| Damendoppel  | Yasuyo Imabeppu Shizuka Matsuo | Hsieh Pei-chen Lee Tai-An      | Jun Mal-sook Song Yoo-mi         |
| Damendoppel  | Yasuyo Imabeppu Shizuka Matsuo | Hsieh Pei-chen Lee Tai-An      | Kana Ito Mami Naito              |
| Mixed        | Chen Hung-ling Chou Chia-chi   | Noriyasu Hirata Shizuka Matsuo | Chien Yu-hsun Hsieh Pei-chen     |
| Mixed        | Chen Hung-ling Chou Chia-chi   | Noriyasu Hirata Shizuka Matsuo | Kim Sa-rang Song Yoo-mi          |